# Marcello Jori
Marcello Jori (Merano, 12 dicembre 1951) è un artista italiano.

## Biografia
Marcello Jori nasce a Merano nel 1951. 
Fra i protagonisti della scena artistica italiana, partecipa a tre Biennali di Venezia, alla Biennale di Parigi, a due Quadriennali di Roma. Tiene mostre in gallerie e musei nazionali e internazionali, tra cui: Galleria d'Arte Moderna, Roma; Studio Morra e Galleria Trisorio Napoli, Castel Sant'Elmo Napoli; Studio Marconi, Milano; Galleria De' Foscherari e Galleria d'Arte Moderna, Bologna. Galleria Civica d'Arte Contemporanea, Trento.Hayward Gallery, Londra; Kunstverein, Francoforte; Holly Solomon, New York.

Negli anni 90 partecipa alla mostra Psicho, curata da C. Leigh, A. Dannatt e D. Kuspit, e a un'importante esposizione a quattro, con Dan Flavin, Sol LeWitt e James Croak, al Kunst Hall di New York. Tiene anche una personale all'Art Institute di Boston.

Fin dall'inizio della sua attività, persegue un progetto di arte totale che oggi lo porta a rivestire una posizione di grande attualità nella definizione dell'eclettismo contemporaneo.

Agli inizi degli anni '80, dopo un periodo dedicato alle scritture dipinte che faranno delle parole un segno ricorrente in tutto il suo percorso, inizia la produzione dei cristalli, gemme preziose contenitori di energia e di luce, geometrie che lo porteranno a ridipingere il mondo seguendo le regole del suo stile. Nasceranno opere fortunate che raggiungono oggi i risultati più importanti, con la serie dei Giacimenti, delle Foreste e delle Città. Da anni sta sviluppando l'ambizioso progetto della Città meravigliosa: una città dipinta per gli artisti più significativi del mondo che Jori coinvolge e ritrae personalmente,  dipingendone poi le abitazioni a misura dei loro corpi.

Negli anni '80 è tra i fondatori del Nuovo Fumetto Italiano.

Pubblica in Italia per Linus, Alter e Frigidaire, in Francia per Albin Michel su L'Echo des Savanes. Collabora anche con le riviste Vogue e Vanity. Dal 1992 al 1998 disegna in esclusiva per la casa editrice giapponese Kōdansha.

Negli anni Duemila, pubblica Nonna Picassa, un romanzo per Mondadori e compie utili perlustrazioni in nuovi ambiti della creatività che gli servono a comprendere altri livelli di comunicazione artistica come ad esempio quelli della musica di massa: il Rock. L'esperienza lo porta a realizzare per Vasco Rossi la scenografia di Rock sotto l'assedio, concerto tenutosi allo stadio San Siro di Milano: una città dipinta di 20 metri per 70.

Nel 2000 tiene una personale al Museo d'Arte Moderna di Bologna a cura di Danilo Eccher, nella quale viene riproposta l'opera fotografica degli anni '70. A Milano nel 2003, alla galleria Emi Fontana, presenta per la prima volta le Predicazioni, libri opera scritti e illustrati a mano dall'artista in copia unica. Per riportare in vita artisti leggendari, inventa un nuovo modo di raccontare in forma di ‘predicazione’. Un testo accompagnato da illustrazioni, pensato per essere letto ad alta voce, è lo stesso Jori a farlo, al MAMbo di Bologna e al Macro di Roma.

Nel 2007, il fumetto che l'artista aveva abbandonato si ripresenta in nuove forme nella collaborazione con l'azienda Alessi, che ha inizio con la serie intitolata Figure e che arriva oggi alla produzione delle Palle Presepe, ultima importante novità. Così come la pittura trova nuova espressione nella collaborazione con l'azienda Moroso. Nel 2010 infatti viene presentato al Salone del mobile di Milano il suo primo lavoro per Moroso: Alì Babà, il tavolo del tesoro.

Nel 2010 espone alla galleria Giorgio Persano a Torino e ricomincia la collaborazione con la Fondazione Marconi di Milano, dove nel gennaio 2011 tiene una personale intitolata “Gli Albi dell'Avventura”.

Nell'ottobre 2011 produce una serie di opere per Diego Della Valle, nelle quali interpreta alcuni tra i più celebri monumenti del mondo, presentati a Parigi all'ambasciata italiana.

Nel 2011 comincia la collaborazione con il Corriere della Sera per il quale realizza sei copertine.
Espone i suoi Giacimenti in una mostra personale all'Ocean House di Miami.
Nel 2013 tiene una nuova esposizione "La Gara della Bellezza" al Museion di Bolzano e contemporaneamente la mostra "La Città Meravigliosa degli Artisti Straordinari" al Castel Tirolo a cura di Danilo Eccher. Partecipa ad Artissima con una personale nella sezione "Back to the Future".
Nello stesso anno ADN Collection di Bolzano gli dedica una sala.
Nel 2015 tiene un'importante mostra personale alla Fondazione Marconi intitolata "Le Grand Jour à l'Ile de la Grande Jatte" con catalogo a cura di Bruno Corà e libro pubblicato da Skira e realizzato dall'artista. Partecipa alla mostra "Scenario di terra" al MART di Rovereto e all'esposizione "Come è viva la città" a Villa Olmo a Como.
L'artista vive e lavora a Milano.